# Audebert (Bischof)
Audebert (auch Autbertus, Ausbert, Aubert, Auedebert; * in Senlis; † an einem 9. Februar vor 683) war Bischof der Diözese Senlis in Frankreich.
In der römisch-katholischen Kirche wird er als Heiliger verehrt. Sein Gedenktag ist der 9. Februar, welcher auch sein Todestag ist.
Er wurde 652 Nachfolger von Agomar im Amt des Bischofs von Senlis.
Er galt als ein Mann des Glaubens und der Nächstenliebe, der seine Diözese mit Weisheit und Barmherzigkeit leitete.